# 奇跡の旅
『奇跡の旅』（きせきのたび、原題：Homeward Bound: The Incredible Journey）は、1993年2月3日にアメリカ合衆国より公開された映画。カナダの作家シーラ・バーンフォードによる児童書『三匹荒野を行く』（The Incredible Journey）と原作したウォルト・ディズニー製作の実写映画（1963年）のリメイク版である。
第2作目『奇跡の旅2/サンフランシスコの大冒険』（Homeward Bound II: Lost in San Francisco）は1996年に公開された。
日本では1993年6月19日に劇場公開された。2003年8月8日にブエナ ビスタ ホーム エンターテイメントよりDVD（VWDS-3134）が発売されている。再売版と限定生産版がある。

## ストーリー
3人兄弟の母ローラはボブと再婚したが、仕事の都合で引っ越すことになる。新しい家はペット厳禁で、ゴールデン・レトリバーの老犬シャドウとヒマラヤンのサシーと、アメリカン・ブルドッグのチャンスと別れなければならなくなった。シェラネヴァダの麓に住むケイトに預けられた3匹は家族たちのことが心配で、ケイトの留守中、荒野へと旅立つ。お互いになじめなかった3匹だったが、グリズリーやピューマと出会ったり、サシーが急流に流されたり、といった冒険を続けるうち、強い心の絆が生まれてくる。3匹の失踪を知った子どもたちはパニック状態になるが、ボブが忙しい仕事の合間にペット捜索願いのビラを作っていることを知り、少し見直す。チャンスはヤマアラシの攻撃を受ける。3匹は旅の途中で迷子の女の子を助けるが、捜索隊の一人がビラを見た途端3匹だと気づき、一家に連絡を取って動物保護センターに連れていく。そこを野良犬収容所と勘違いして3匹は脱走。ようやく山を越えると懐かしい町が眼下に広がった。線路を渡ったとき、シャドウが深い泥穴に転落。なんとか助けようとするが、どうにもならず、家族のもとへ助けを呼びに急ぐ。家族の皆は家で3匹を待っていた。チャンスとサシーに少し遅れて、自力で脱出したシャドウも追いつき、冒険の旅は終わりを告げる。

## キャスト
| 役名             | 俳優                    | 日本語吹替                                                                       |
| ---------------- | ----------------------- | -------------------------------------------------------------------------------- |
| チャンス         | マイケル・J・フォックス | 松本保典                                                                         |
| シャドウ         | ドン・アメチー          | 神山卓三                                                                         |
| サシー           | サリー・フィールド      | 井上瑤                                                                           |
| ピーター         | ベン・タール            | 亀井芳子                                                                         |
| ホープ           | ヴェロニカ・ローレン    | 遠藤勝代                                                                         |
| ジェイミー       | ケヴィン・チェヴァリア  | 大谷育江                                                                         |
| ボブ             | ロバート・ヘイズ        | 津田英三                                                                         |
| ローラ           | キム・グライスト        | 堀越真己                                                                         |
| その他           |                         | 塚田正昭 大友龍三郎 島美弥子 斉藤昌 峰恵研 磯辺万沙子 今西正男 梅津秀行 叶木翔子 |
| 日本語版スタッフ |                         |                                                                                  |
| 演出             |                         | 佐藤敏夫                                                                         |
| 翻訳             |                         | 佐藤恵子                                                                         |
| 録音・調整       |                         | 荒井孝                                                                           |
| 監修             |                         | 岡本企美子                                                                       |
| 録音制作         |                         | 東北新社                                                                         |
| 制作             |                         | DISNEY CHARACTER VOICES INTERNATIONAL, INC.                                      |

## スタッフ
- 監督：デュウェイン・ダンハム
- 製作：フランクリン・R・レヴィ、ジェフリー・チャーノフ
- 製作総指揮：ドナルド・W・アーンスト、カーク・ワイズ
- 原作：シーラ・バーンフォード
- 脚本：キャロライン・トンプソン、リンダ・ウールヴァートン
- 撮影：リード・スムート（英語版）
- 音楽：ブルース・ブロートン
- 編集：ジョナサン・P・ショウ
- 美術・プロダクションデザイン：ロジャー・ケイン
- 衣装デザイン：カレン・パッチ